# Фламандський вузол

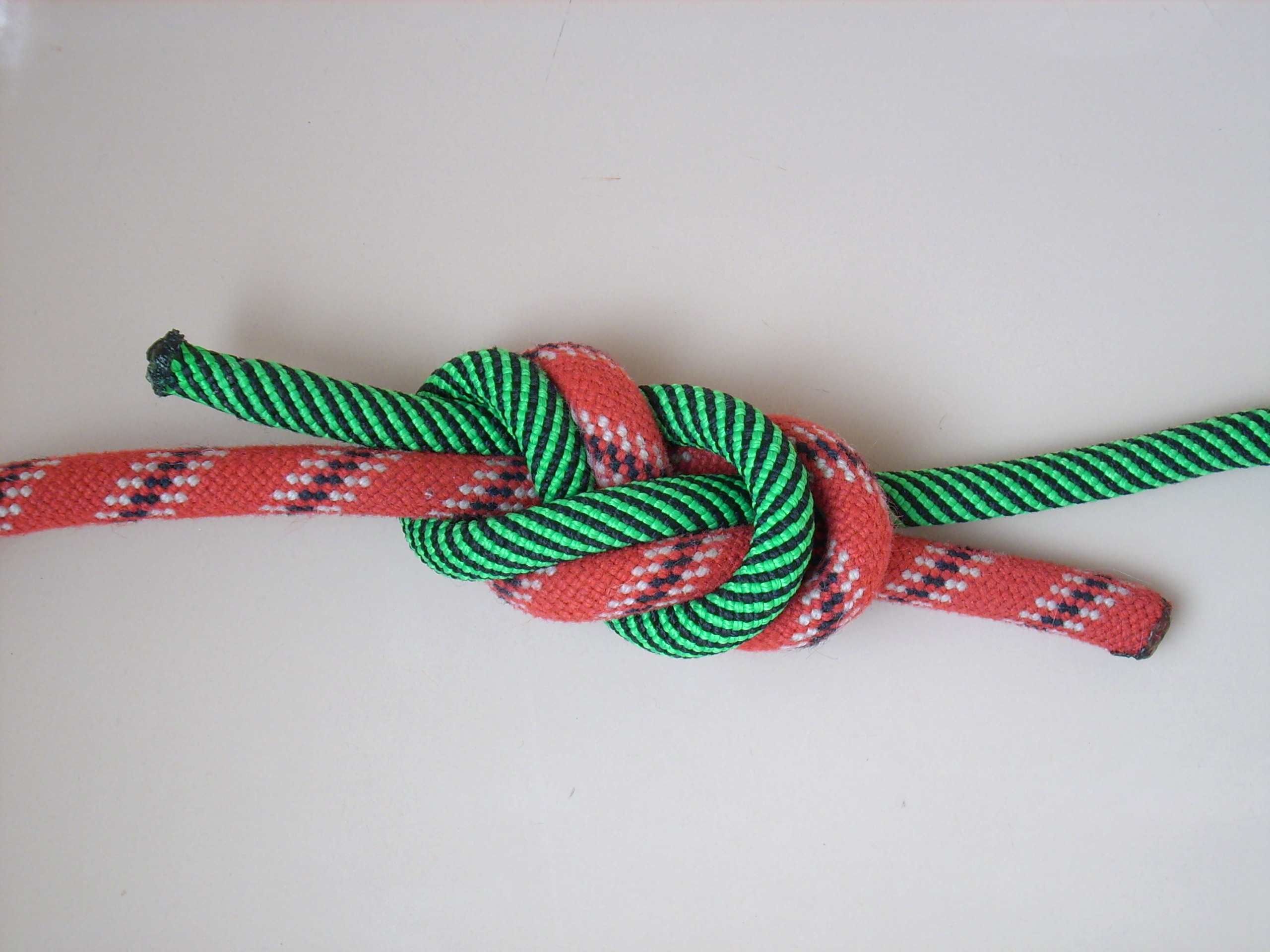

Фламандський вузол — для з'єднання двох тросів як тонких, так і товстих. Міцність 58 %.
З'єднання фламандським вузлом вважається дуже міцним. Цей вузол не ковзає і надійно тримає на синтетичній рибальській волосіні. Іноді цей вузол називають «зустрічна вісімка».